# ビンガムトン

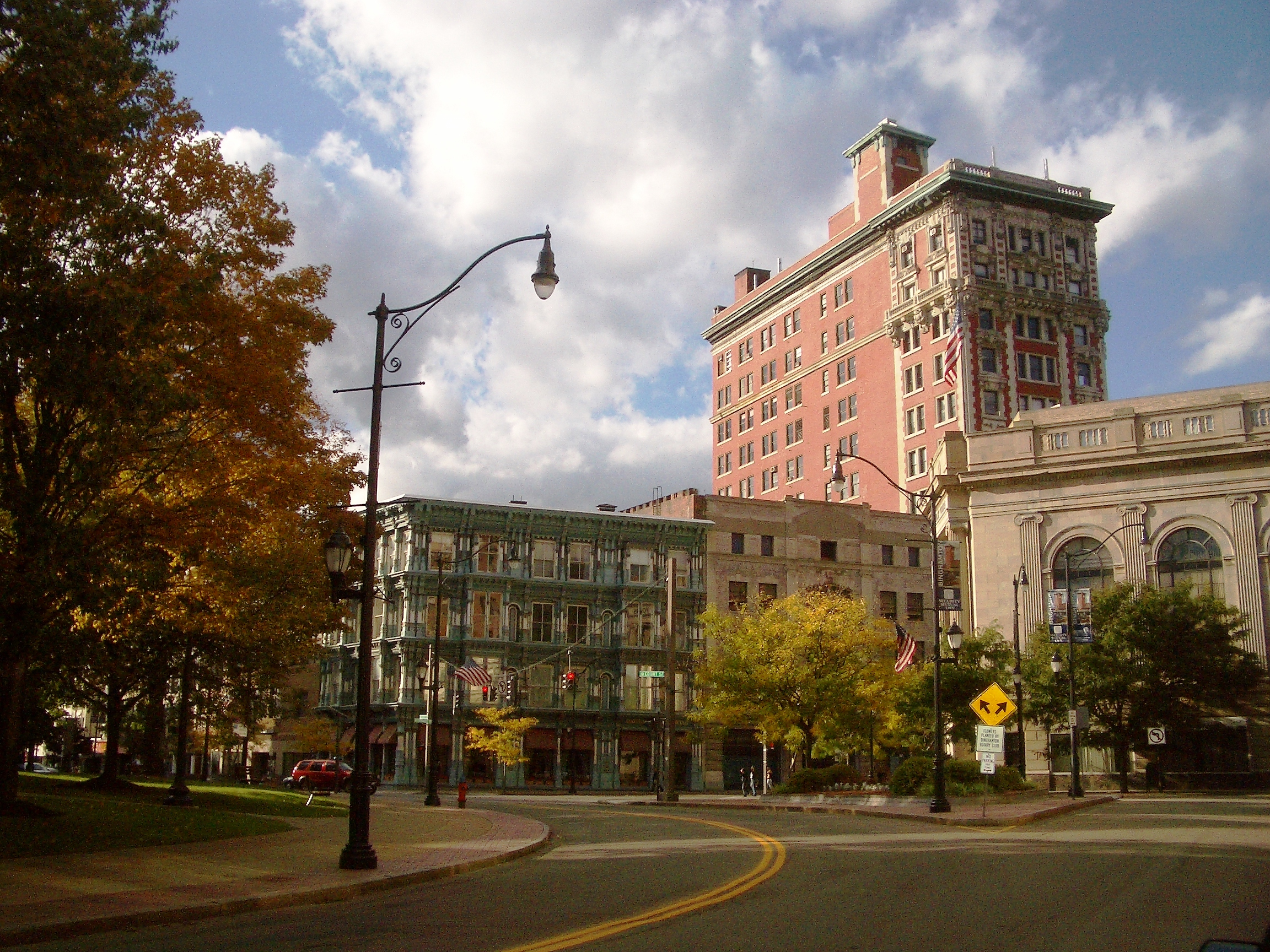
ビンガムトン市内

ビンガムトン（英語:Binghamton）は、アメリカ合衆国ニューヨーク州にある都市。ブルーム郡の郡庁が立地する。同郡地域の名称であるグレーター・ビンガムトンの文化的中心地。人口は4万7969人（2020年）。

## 概略
市は1792年に地域一帯の土地を購入した、フィラデルフィア出身の資産家、ウィリアム・ビンガムの名前から名付けられた。それ以前にはアメリカ独立戦争時、ジョン・サリバンの軍隊が訪れたことでも知られる。地域に人々が入植してきたのは1802年ごろ、当時は「シェナンゴ・ポイント (Chenango Point)」として知られた。市に昇格したのは1867年。
そのきれいな通りや堂々とした邸宅が並ぶ町並みから、「客間の町」の意味があるパーラー・シティ (Parlor City) の愛称が付けられた。1800年代後半から1900年代前半にかけては多くの移民が市に訪れたが、豊富な就職先があったことから「雇用機会の谷」 (Valley of Opportunity) とも呼ばれるようになった。
ビンガムトン市はサスケハナ川とシェナンゴ川の合流地点に位置。市の総面積は 28.6 km²で、1865年、1936年、2006年に大規模な洪水を経験している。気候は湿潤大陸性気候に属し、夏は湿度が高く、冬は雪が多く（年間降雪量 82.4 インチ）気温も低い。1 マイルほど先にニューヨーク州立大学ビンガムトン校が位置、市内にブルーム・コミュニティカレッジやデイヴィス大学が位置する。

## 交通
市の玄関口となっている空港はビンガムトン空港である。デトロイト、フィラデルフィア、ワシントンD.C.などとのアメリカ国内線便が発着する。
グレイハウンドのターミナルからはニューヨークやシラキュースなどへのバスの便が発着する。
鉄道は貨物のみで旅客扱いはない。

## スポーツチーム
ビンガムトンには野球のメジャーリーグニューヨーク・メッツ傘下2Aのマイナーリーグ（イースタンリーグ）チームであるビンガムトン・ランブルポニーズが本拠地を構えている。
またアイスホッケーではNHLオタワ・セネターズ傘下であるAHL（イースタンカンファレンス）所属のビンガムトン・セネターズがビンガムトンを本拠地としている。

## 出身者
- リック・ベイカー - 特殊メイクアーティスト
- ロバート・ジェイガー - 作曲家
- ロッド・サーリング - 脚本家
- スーザン・ウォーターズ - 画家

## 姉妹都市
- ボロヴィチ市（ロシア連邦）
- ラ・テスト＝ド＝ビュック市（フランス共和国）

## その他
- 2009年4月に移民支援センターでビンガムトン銃乱射事件が起きている。
- 映画Re:LIFE〜リライフ〜